# Lissa Price
Lissa Price ist eine US-amerikanische Autorin und Drehbuchautorin.

## Leben
Lissa Price wohnt abwechselnd in Süd-Kalifornien und London. Davor lebte sie in Indien und Japan und unternahm eine zweijährige Weltreise.
Ihr Erstlingswerk Starters erschien im April 2012, die Fortsetzung Enders folgte ebenfalls 2012. Ihr mehrfach preisgekrönter Debütroman Starters wurde unter anderem ins Deutsche, Französische, Griechische, Italienische, Spanische, Niederländische und Türkische übersetzt und in über 30 Ländern veröffentlicht, darunter Deutschland, Italien, Großbritannien, Taiwan, Korea, Portugal, Kanada, Spanien, Brasilien, Türkei, Frankreich, Ungarn, Niederlande, Thailand, Slowenien, Tschechien, Philippinen, Polen, Australien, Neuseeland, Indien, Griechenland, Russland, Indonesien, Rumänien, Japan, Island und China. Sowohl Starters als auch Enders sind internationale Bestseller. Alle ihre Bücher wurden bisher von Birgit Reß-Bohusch ins Deutsche übersetzt.

## Auszeichnungen
- 2012 Crimezone Young Adult Thriller Award (Holland)[7]
- 2012 Eselsohr-Preis für das beste Jugendbuch 2012[7]

## Werke
- 2012: Starters (Starters-Enders, Band 1) ISBN 978-3-492-70263-8
- 2012: Enders (Starters-Enders, Band 2) ISBN 978-3-492-26977-3
- 2012: Porträt eines Starters (Kurzgeschichte) ISBN 978-3-492-95649-9
- 2013: Porträt eines Marshals (Kurzgeschichte) ISBN 978-3-492-96078-6
- 2013: Porträt einer Spore (Kurzgeschichte) ISBN 978-3-492-96458-6
- 2015: Porträt eines Spenders (Kurzgeschichte) ISBN 978-3-492-96706-8
- 2015: Starters – Enders: Zwei Romane in einem Band ISBN 978-3-492-28008-2